# Chiesa dei Santi Nazaro e Celso (Bareggio)
La chiesa dei Santi Nazaro e Celso è la parrocchiale di Bareggio, in città metropolitana ed arcidiocesi di Milano; fa parte del decanato di Magenta.

## Storia
Una chiesa è esistente nel comune dal tredicesimo secolo, costruita in stile romanico, le visite pastorali tuttavia la descrivono in condizioni pessime e in decadenza, portando alla ricostruzione, in stile rococò, tra il 1680 e il 1727. La facciata è stata demolita nel 1800 e sostituita con una che ricorda quelle delle chiese dell'epoca.